# Germaine Bouyssié
Germaine Bouyssié, née le 22 avril 1902 à Châteauroux et morte le 14 juin 1991 à Saint-Paul-de-Loubressac dans le Lot, est un auteur français de romans d'amour.  Elle a également publié deux romans policiers sous le nom de plume de Germain Soulié.

## Biographie
Elle passe son enfance dans sa région natale, entre Châteauroux et Mercuès. Bien qu’elle ait écrit dès sa jeunesse de la poésie et des romans, elle ne se décide que sur le tard à publier des romans d'amour, d’abord en feuilleton dans La Dépêche du Midi, puis pour le compte des éditions des Remparts de Lyon. Plusieurs de ces récits sentimentaux contiennent une trame policière.
Après son mariage, elle devient Mme Bouyssié-Soulié. Au milieu des années 1960, elle adopte le pseudonyme masculin de Germain Soulié pour signer deux romans policiers dans la collection Le Masque. Dans Du sang sur la lande (1967), un meurtre est commis non loin d’un petit hameau du Lot alors que la foire annuelle du mois septembre réunit des gens du pays et des vacanciers.  Dans Qu’as-tu fait de Natacha ? (1969), le récit se déroule pendant les fêtes de fin d’année, à Toulouse, à l’occasion d’un concours de vitrines entre les marchands de la ville.

## Œuvre

### Romans

#### Romans d’amour
- La Maison de Causse Mort, Lyon, Éditions des Remparts, coll. « Rêves bleus » no 14, 1961
- La Voyageuse au manteau blanc, Lyon, Éditions des Remparts, coll. « Mirabelle » no 106, 1961
- Les Diamants de Prentegarde, Lyon, Éditions des Remparts, coll. « Mirabelle » no 111, 1961
- Le Bal de printemps, Lyon, Éditions des Remparts, coll. « Rêves bleus » no 32, 1962
- La Dernière Sérénade, Lyon, Éditions des Remparts, coll. « Rêves bleus » no 47, 1962
- La Rose de fer, Lyon, Éditions des Remparts, coll. « Mirabelle » no 164, 1963
- Fruits amers, Lyon, Éditions des Remparts, coll. « Rêves bleus » no 57, 1963
- En son royaume, Lyon, Éditions des Remparts, coll. « Mirabelle » no 193, 1964
- Secrète Laurence, Paris, Éditions France-Empire, coll. « La Belle Hélène », 1964
- Le Cordon écarlate, Lyon, Éditions des Remparts, coll. « Mirabelle » no 204, 1965
- Castelroc, Paris, Éditions France-Empire, coll. « La Belle Hélène », 1965
- Le Rendez-vous de Mercuès, Lyon, Éditions des Remparts, coll. « Mirabelle », 1974

#### Romans policiers signés Germain Soulié
- Du sang sur la lande, Paris, Librairie des Champs-Élysées, coll. « Le Masque » no 968, 1967
- Qu’as-tu fait de Natacha ?, Paris, Librairie des Champs-Élysées, coll. « Le Masque » no 1077, 1969

## Sources
- Jacques Baudou et Jean-Jacques Schleret, Le Vrai Visage du Masque, vol. 1, Paris, Futuropolis, 1984, 476 p. (OCLC 311506692), p. 409 (notice sur Germain Soulié)